# Bozlak
Bozlak is een Turkse muziekstijl met een vrij ritme en (half) geïmproviseerde zangpartijen van een grote emotionele intensiteit. Vooral in İç Anadolu Bölgesi wordt de muziek veel gespeeld. Hierbij maakt men gebruik van de saz met lange nek (Bozuksaz) en ney of kaval. De teksten van Bozlak gaan voornamelijk over gelijkheid en liefde. 
Volgens sommigen vertoont de muziek zelfs wat gelijkenissen met de Spaanse flamenco-muziek.

## Enkele bekende Bozlak-artiesten
- Neşet Ertaş
- Aşık Hüseyin
- Muharrem Ertaş
- Mustafa Tatlıtürk
- Çekiç Ali
- Hacı Taşan
- Bedia Akartürk